# Ширинтагаб
Ширинтага́б или Ширинтага́о — река на севере Афганистане, протекающая по территории провинции Фарьяб, теряется в песках. Основной приток — Меймене (левый).
Длина — 222 км, по прямой — 173 км, коэффициент извилистости — 1,28. Средний уклон — 1,15 %. Площадь водосбора — 12100 км². Высота истока — 2900 м, высота устья — 340 м. Средневзвешенная высота водосбора — 1170 м. Модуль стока — 1,17 л/с на км².
Берёт начало из родников Сарчашма, Сихдаргах и Чаучах, расположенные на высотах свыше 1770 метров над уровнем моря между горами Цашик с северо-запада, Мирза-Вуланг с севера, Гальмилак с востока и Саунбиль с юга. В районе города Андхой река полностью разбирается на орошение.